# جیسون برتومیر
جیسون برتومیر (انگلیسی: Jason Berthomier؛ زادهٔ ۶ ژانویهٔ ۱۹۹۰) بازیکن فوتبال اهل فرانسه است.
از باشگاه‌هایی که در آن بازی کرده‌است می‌توان به باشگاه فوتبال استاد برستوا ۲۹، باشگاه فوتبال کلرمون فوت، و باشگاه فوتبال تروا اشاره کرد.